# UFC Fight Night: Vieira vs. Tate
UFC Fight Night: Vieira vs. Tate (también conocido como UFC en ESPN + 56, UFC Vegas 43 y UFC Fight Night 198) fue un evento de artes marciales mixtas producido por Ultimate Fighting Championship que tuvo lugar el 20 de noviembre de 2021 en las instalaciones del UFC Apex en Enterprise, Nevada, parte del área metropolitana de Las Vegas, Estados Unidos.

## Antecedentes
El combate de peso gallo femenino entre Ketlen Vieira y Miesha Tate encabezó el evento. Originalmente se esperaba que el emparejamiento tuviera lugar en UFC Fight Night: Ladd vs. Dumont, pero fue retirado de la cartelera cuando Tate dio positivo por COVID-19.
En este evento tuvo lugar un combate de peso gallo entre Rani Yahya y Kang Kyung-ho. Originalmente estaban programados para enfrentarse en UFC on ESPN: Hall vs. Strickland, pero Yahya dio positivo por COVID-19 y el emparejamiento fue pospuesto.
Un combate de peso mosca femenino entre Joanne Wood y Alexa Grasso estaba programado para el evento. Sin embargo, Grasso se vio obligada a retirarse del evento debido a una lesión y fue sustituida por Taila Santos.
Un combate de peso pluma entre Gavin Tucker y Pat Sabatini estaba programado para el evento. Sin embargo, Tucker tuvo que abandonar el combate a finales de octubre y fue sustituido por Tucker Lutz.
Se esperaba un combate de peso paja femenino entre Jessica Penne y Luana Pinheiro. Sin embargo, Penne se retiró del combate por razones no reveladas y fue sustituida por Sam Hughes.
Se programó un combate de peso paja femenino entre Loma Lookboonmee y Cheyanne Vlismas para el evento. Sin embargo, Vlismas se retiró del combate por razones no reveladas y fue sustituida por Lupita Godínez.
Un combate de peso mosca entre Malcolm Gordon y Denys Bondar estaba programado para este evento. Sin embargo, Gordon se retiró del evento por una razón no revelada y el emparejamiento fue reprogramado para UFC Fight Night: Hermansson vs. Strickland.
En este evento se programó un combate de peso semipesado entre Marcin Prachnio y Azamat Murzakanov. Sin embargo, debido a problemas de visa, el combate se canceló.
Se programó un combate de peso pesado entre Augusto Sakai y Tai Tuivasa para este evento. Sin embargo, el emparejamiento fue desechado por problemas de visa y ahora se espera que tenga lugar en UFC 269.
Un combate de peso ligero entre Farès Ziam y Terrance McKinney fue programado para este evento. Sin embargo, se desechó unas horas antes de celebrarse debido a que uno de los esquineros de McKinney dio positivo por COVID-19.

## Premios de bonificación
Los siguientes luchadores recibieron bonificaciones de $50000 dólares.
- Pelea de la Noche: Adrian Yanez vs. Davey Grant
- Actuación de la Noche: Taila Santos